# هملت (فیلم ۲۰۰۰)
هملت (به انگلیسی: Hamlet) فیلمی ۱۱۲ دقیقه‌ای به کارگردانی مایکل آلمریدا با بازی ایتن هاک، کایل مک‌لاکلن، دایان ونورا، لیو شرایبر، جولیا استایلز، بیل مری، کارل گری، استیو زان، سام شپارد، پائولا مالکومسان، جفری رایت، پال بارتل و لری فسندن محصول کشور ایالات متحده آمریکا است.